# James Phelps (Politiker)

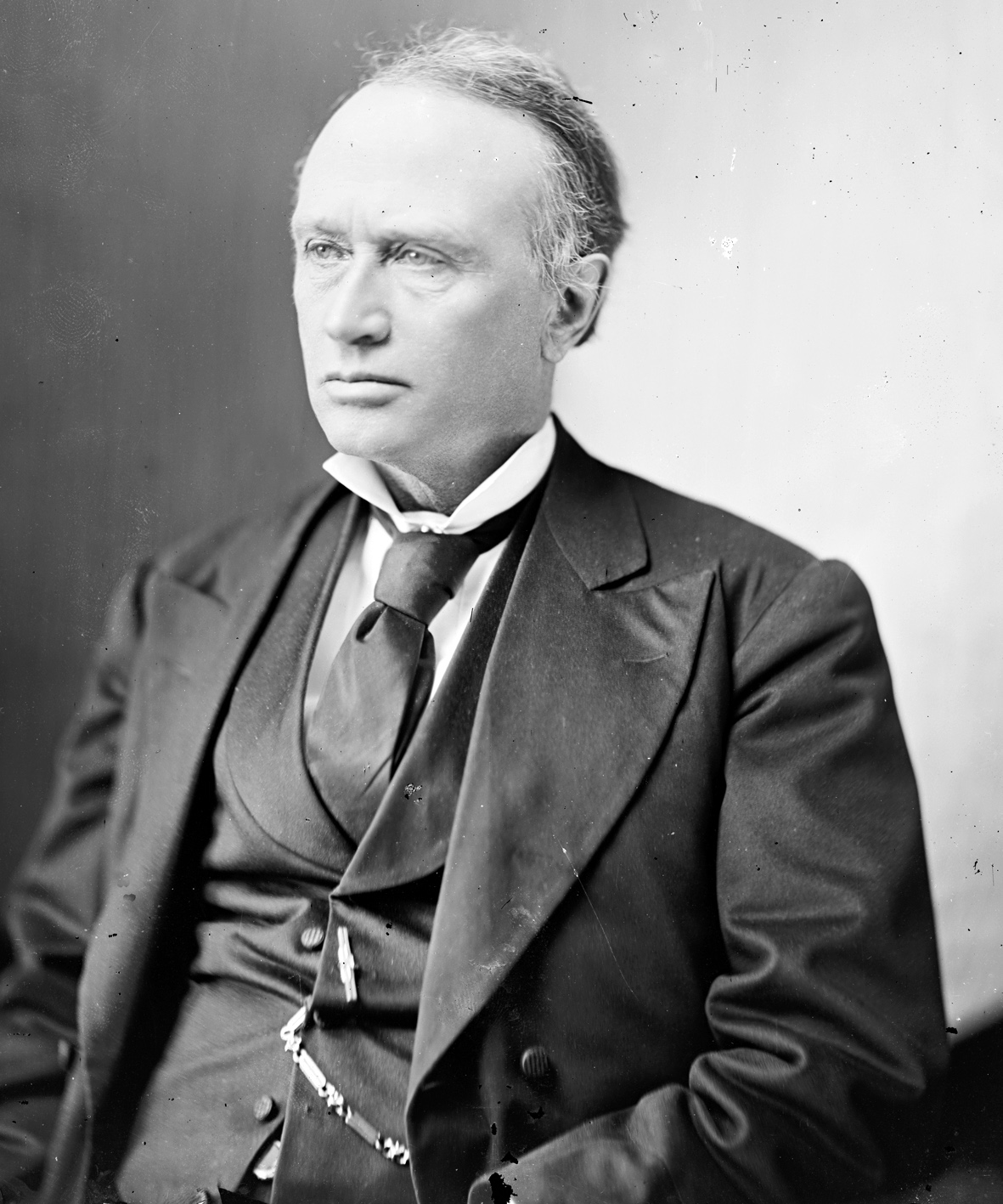
James Phelps

James Phelps (* 12. Januar 1822 in Colebrook, Litchfield County, Connecticut; † 15. Januar 1900 in Essex, Connecticut) war ein US-amerikanischer Politiker. Zwischen 1875 und 1883 vertrat er den zweiten Wahlbezirk des Bundesstaates Connecticut im US-Repräsentantenhaus.

## Werdegang
James Phelps war der Sohn von Lancelot Phelps (1784–1866), der zwischen 1835 und 1839 für den fünften Distrikt von Connecticut im Kongress gesessen hatte. Der jüngere Phelps besuchte die öffentlichen Schulen seiner Heimat und die Episcopal Academy in Cheshire sowie das Trinity College in Hartford. Nach einem Jurastudium am Yale College und seiner im Jahr 1845 erfolgten Zulassung als Rechtsanwalt begann er in Essex in seinem neuen Beruf zu arbeiten.
Phelps war Mitglied der Demokratischen Partei. In den Jahren 1853, 1854 und 1856 wurde er in das Repräsentantenhaus von Connecticut gewählt; 1858 und 1859 war er jeweils Mitglied des Staatssenats. Zwischen 1863 und 1873 war Phelps Richter am Superior Court of Connecticut, zwischen 1873 und 1875 war er Richter am Obersten Berufungsgerichtshof (Supreme Court of Errors) seines Staates.
1874 wurde er im zweiten Bezirk von Connecticut in das US-Repräsentantenhaus in Washington, D.C. gewählt. Dort trat er am 4. März 1875 die Nachfolge des Republikaners Stephen Wright Kellogg an, den er bei der Wahl geschlagen hatte. Nach drei Wiederwahlen konnte Phelps bis zum 3. März 1883 insgesamt  vier Legislaturperioden im Kongress absolvieren. 1882 lehnte er eine weitere Kandidatur ab. Nach dem Ende seiner Zeit im US-Repräsentantenhaus arbeitete er wieder als Anwalt. Zwischen 1885 und 1892 war er nochmals Richter am Superior Court. Er war auch Delegierter auf einigen regionalen Parteitagen der Demokraten in Connecticut. Außerdem stieg er in das Bankgewerbe ein. James Phelps starb am 15. Januar 1900 in Essex.